# Kuiu
Kuiu és una illa de l'Arxipèlag Alexander, al sud-est d'Alaska. Es troba entre l'illa de Kupreanof, a l'est, i l'illa de Baranof, a l'oest. L'illa té una longitud de 105 quilòmetres i una amplada d'entre 10 i 23 quilòmetres. La seva superfície és de 1.936,16 km², la qual cosa la converteix en la 15a illa més gran dels Estats Units. La seva alçada màxima és de 1.081 metres. Tota l'illa forma part del bosc nacional Tongass. Segons el cens del 2000 tenia 10 habitants. Està separada de l'illa de Baranof per l'estret de Chatham.
A l'illa s'hi troba el far de Cape Decision, construït el 1932.
L'illa fou cartografiada per primera vegada per Joseph Whidbey i James Johnstone, ambdós membres de l'expedició que George Vancouver va fer a la zona entre 1791 i 1794.
Kuiu és el nom natiu, procedent dels indis Tlingit, i fou publicat el 1848 pel Departament Hidrogràfic de Rússia.